# Kanovaren op de Olympische Zomerspelen 2016 – C-1 200 meter mannen
De C-1 200 meter mannen op de Olympische Zomerspelen 2016 vond plaats op woensdag 17 en donderdag 18 augustus 2016. Regerend olympisch kampioen was Joeri Cheban uit Oekraïne, die in Rio de Janeiro zijn titel met succes verdedigde. Er werden vier series geroeid, waarbij de beste vijf kanovaarders zich plaatsten voor de halve finales. De helft van de deelnemers aan die halve finale plaatsten zich voor de finale waarin de medailles werden verdeeld; de verliezers van de halve finale raceten in een B-finale om de complete ranglijst op te stellen.

## Resultaten

### Series

#### Serie 1
| rang | naam              | land     | tijd   |   |
| ---- | ----------------- | -------- | ------ | - |
| 1    | Alfonso Benavides | Spanje   | 40.610 | Q |
| 2    | Oleg Tarnovschi   | Moldavië | 40.852 | Q |
| 3    | Joeri Cheban      | Oekraïne | 41.220 | Q |
| 4    | Zaza Nadiradze    | Georgië  | 41.423 | Q |
| 5    | Qiang Li          | China    | 41.456 | Q |
| 6    | Tomasz Kaczor     | Polen    | 42.450 |   |
| 7    | Khaled Houcine    | Tunesië  | 42.499 |   |

#### Serie 2
| rang | naam             | land       | tijd   |   |
| ---- | ---------------- | ---------- | ------ | - |
| 1    | Thomas Simart    | Frankrijk  | 40.415 | Q |
| 2    | Isaquias Queiroz | Brazilië   | 40.522 | Q |
| 3    | Helder Silva     | Portugal   | 40.578 | Q |
| 4    | Mark Oldershaw   | Canada     | 42.972 | Q |
| 5    | Dagnis Iļjins    | Letland    | 44.125 | Q |
| 6    | Joaquim Lobo     | Mozambique | 44.949 |   |

#### Serie 3
| rang | naam            | land       | tijd   |   |
| ---- | --------------- | ---------- | ------ | - |
| 1    | Andrej Krajtor  | Rusland    | 39.985 | Q |
| 2    | Jonatán Hajdu   | Hongarije  | 40.417 | Q |
| 3    | Martin Fuksa    | Tsjechië   | 40.311 | Q |
| 4    | Timur Khaidarov | Kazachstan | 40.492 | Q |
| 5    | Stefan Kiraj    | Duitsland  | 41.198 | Q |
| 6    | Marcos Pulido   | Mexico     | 41.910 | Q |

#### Serie 4
| rang | naam                   | land         | tijd   |   |
| ---- | ---------------------- | ------------ | ------ | - |
| 1    | Valentin Demyanenko    | Azerbeidzjan | 39.749 | Q |
| 2    | Henrikas Žustautas     | Litouwen     | 40.048 | Q |
| 3    | Carlo Tacchini         | Italië       | 41.368 | Q |
| 4    | Adel Mojallalimoghadam | Iran         | 41.650 | Q |
| 5    | Angel Kodinov          | Bulgarije    | 42.694 | Q |
| 6    | Ferenc Szekszardi      | Australië    | 44.292 |   |

### Halve finales

#### Halve finale 1
| rang | naam               | land       | tijd   |   |
| ---- | ------------------ | ---------- | ------ | - |
| 1    | Isaquias Queiroz   | Brazilië   | 39.659 | Q |
| 2    | Alfonso Benavides  | Spanje     | 40.038 | Q |
| 3    | Qiang Li           | China      | 40.066 | Q |
| 4    | Martin Fuksa       | Tsjechië   | 40.311 | B |
| 5    | Timur Khaidarov    | Kazachstan | 41.079 | B |
| 6    | Henrikas Žustautas | Litouwen   | 41.187 | B |
| 7    | Angel Kodinov      | Bulgarije  | 42.925 |   |

#### Halve finale 2
| rang | naam                   | land      | tijd   |   |
| ---- | ---------------------- | --------- | ------ | - |
| 1    | Andrej Krajtor         | Rusland   | 40.394 | Q |
| 2    | Thomas Simart          | Frankrijk | 40.670 | Q |
| 3    | Oleg Tarnovschi        | Moldavië  | 40.715 | B |
| 4    | Carlo Tacchini         | Italië    | 41.468 | B |
| 5    | Marcos Pulido          | Mexico    | 42.283 | B |
| 6    | Adel Mojallalimoghadam | Iran      | 42.386 |   |
| 7    | Dagnis Iļjins          | Letland   | 45.082 |   |

#### Halve finale 3
| rang | naam                | land         | tijd   |   |
| ---- | ------------------- | ------------ | ------ | - |
| 1    | Zaza Nadiradze      | Georgië      | 40.416 | Q |
| 2    | Valentin Demyanenko | Azerbeidzjan | 40.298 | Q |
| 3    | Joeri Cheban        | Oekraïne     | 40.590 | Q |
| 4    | Jonatán Hajdu       | Hongarije    | 40.718 | B |
| 5    | Helder Silva        | Portugal     | 41.162 | B |
| 6    | Stefan Kiraj        | Duitsland    | 43.171 |   |
| 7    | Mark Oldershaw      | Canada       | 43.357 |   |

### Finales

#### Finale B
| rang | naam               | land       | tijd   |  |
| ---- | ------------------ | ---------- | ------ |  |
| 9    | Martin Fuksa       | Tsjechië   | 39.760 |  |
| 10   | Jonatán Hajdu      | Hongarije  | 39.811 |  |
| 11   | Henrikas Žustautas | Litouwen   | 40.230 |  |
| 12   | Oleg Tarnovschi    | Moldavië   | 40.280 |  |
| 13   | Helder Silva       | Portugal   | 40.388 |  |
| 14   | Timur Khaidarov    | Kazachstan | 40.549 |  |
| 15   | Carlo Tacchini     | Italië     | 40.733 |  |
| 16   | Marcos Pulido      | Mexico     | 42.098 |  |

#### Finale A
| rang   | naam                | land         | tijd   |    |
| ------ | ------------------- | ------------ | ------ | -- |
| Goud   | Joeri Cheban        | Oekraïne     | 39.279 | OR |
| Zilver | Valentin Demyanenko | Azerbeidzjan | 39.493 |    |
| Brons  | Isaquias Queiroz    | Brazilië     | 39.628 |    |
| 4      | Alfonso Benavides   | Spanje       | 39.649 |    |
| 5      | Zaza Nadiradze      | Georgië      | 39.817 |    |
| 6      | Andrej Krajtor      | Rusland      | 40.105 |    |
| 7      | Qiang Li            | China        | 40.143 |    |
| 8      | Thomas Simart       | Frankrijk    | 40.180 |    |